# 石马镇 (淄博市)
石马镇，是中华人民共和国山東省淄博市博山区下辖的一个乡镇级行政单位。

## 行政区划
石马镇下辖以下地区：
蛟龙村、东石村、中石村、淄井村、桥东村、桥西村、芦家台村、下焦村、上焦村和响泉村。